# Israelere
For medlemmer af Israels 12 stammer, se israelitter.
Israelere er indbyggere af den moderne stat Israel.

## Demografi
Ifølge Israels statistiske centralbureau i maj 2006, af Israels 7 millioner mennesker, 77 % var jøder af forskellig ophav, 18,5 % ikke-jødiske arabere, og 4,3 % øvrige. Blandt jøderne var 68 % sabraere (israelskfødte), for det meste andre- eller tredjegenerations israelere, mens resten er olim (immigranter) – 22 % fra Europa og Amerika, og 10 % fra Asien og Afrika, inkluderet de arabiske lande. 
Israel har to officielle sprog; hebraisk og arabisk. Hebraisk er landets primære sprog, og tales af broderparten af befolkningen. Arabisk tales af den arabiske minoritet og af nogle medlemmer af det mizrahiske jødiske samfund. Engelsk bliver undervist på skolen og tales af størsteparten af befolkningen som andresprog. Andre sprog som tales i Israel inkluderer russisk, jiddisk, ladino, amharisk, rumænsk, polsk og fransk. Populære amerikanske og europæiske TV-serier bliver ofte vist på israelsk fjernsyn. Aviser er tilgængelig på alle de nævnte sprog i tillæg til flere andre sprog, deriblandt persisk.
Det største samfund bestående af israelere uden for Israel befinder sig i Los Angeles, Californien.

## Israels kultur
Haifa, Tel Aviv og Jerusalem er kulturelle centre, kendt for kunstmuseer, og mange byer og kibbutzim har mindre højkvalitetsmuseer. Israelsk musik er meget versatil og kombinerer elementer af både vestlig og østlig musik. Den tenderer til at være vældig eklektisk og består af et bredt spekter af impulser fra diaspora og mere moderne kulturel import: ḥasidiske sange, asiatisk og arabisk pop, specielt af jemenittiske sangere og israelsk hip hop eller heavy metal. Folkedans, som appellerer til mange af immigranternes kulturelle herkomst, er populært.

## Religion i Israel
Ifølge Israels statistiske centralbureau, ved udgangen af 2004, var 76,2 % af israelerne jøder av religion (jødedommen), 16,1 % var muslimer, 2,1 % kristne, 1,6 % drusere og de resterende 3,9 % (inkluderet russiske immigranter og nogle etniske jøder) var ikke klassificeret efter nogen religion.

## Eksterne links
- BBC News | Israels moderne immigranter
- BBC News | Israel faces Russian brain drain
- Kehilot | Sekulære og religiøse jødiske samfund i Israel Arkiveret 29. marts 2010 hos  Wayback Machine